# Christian Lambek
Hans Christian Laurids Christensen (med navneforandring til) Lambek (født 10. oktober 1870 i Sønder Lem ved Ringkøbing, død 28. december 1947) var en dansk filosof.
Søn af en gårdmand i Sønder Lem ved Ringkøbing.

## Liv
Christian Lambek blev student 1889 fra et københavnsk kursus og tog filosofikum året efter. Han studerede filosofi nogle år hos professor Harald Høffding, men forlod studierne uden eksamen angiveligt, fordi han ikke kunne indordne sig det stramme studiestof.
I årene 1894 – 97 var han bestyrer på Jyderup Realskole, hvorefter han vendte tilbage til København og blev vikar ved forskellige kommuneskoler. Fra 1899 til 1902 var han lærer ved Det Danske Selskabs Skole på Frederiksberg. Det var på den tid landets mest progressive skole. Bestyreren var den senere filosofiprofessor Carl Nikolai Starcke, hvis pædagogik var påvirket af den engelske tænker Herbert Spencer, og skolen foregreb den senere aktivitets- eller arbejdspædagogik.
I 1908 blev Lambek bestyrer på Horslunde Realskole på Lolland, en stilling han beholdt indtil 1926, da han flyttede tilbage til København, hvor han levede for sit forfatterskab resten af livet. Han døde 28. december 1947.
Christian Lambek begyndte tidligt at skrive og efterlod sig et flersidigt forfatterskab, hvor interessen for psykologi særligt slog igennem.
I de unge år fik Lambek kontakt med den danske tænker og psykolog, Ludvig Feilberg, og på et tidspunkt har han betragtet sig som en elev af Feilberg, men han fulgte ikke Feilbergs psykologi, og især ikke hans terminologi. På den tid søgte psykologien at frigøre sig for afhængigheden af filosofi og etablere sig som en selvstændig videnskab, der ville forlade den tidligere selviagttagelsespsykologi til fordel for en eksperimenterende psykologi. Lambeks første bidrag til psykologen, tre-bindsværket Udkast til en sjælelig Bevægelseslære, hvor udgangspunktet er fysiologisk, må ses som et led i den tidlige psykologis udvikling. Arbejdet blev i 1909 fulgt op af en slags videnskabsteori, Om psykologiske Beviser.
I 1902 begyndte Lambek sammen med to bekendte udgivelsen af Tidsskrift for Aandskultur og Menneskekundskab. Håbet var, at det skulle få samme udbredelse som nogle af tidens kendte tidsskrifter, Tilskueren, Vor Ungdom og Gads Magasin. Men i modsætning til dem var sigtet tydeligt individorienteret. Ludvig Feilberg bidrog med nogle af sine betydeligste essays, men ellers skrev Lambek selv de fleste artikler. Efter to år gik tidsskriftet ind.
På Det danske Selskabs Skole mødte Lambek Axel Dam, og gennem ham kom han i forbindelse med lægen Severin Christensen, og gennem dem med kredsen omkring Henry George Foreningen. De tre deltog aktivt i tidens kulturdebat, ikke mindst i dens diskussioner om etik, og sammen – med Severin Christensen som primus motor – formulerede den en sekulær moral, retsmoralen. I løbet af de første to årtier af århundredet udgav Lambek en række mindre skrifter, ofte i et parallelløb med Severin Christensen:  Verdsligt Aandsliv, 1907, Om social Retfærdighed paa Grundlag af Ejendomsret, 1908, Indledning til Kulturens Filosofi, 1908, Personlig Kultur, 1910, 1914, 3. og helt omarbejdede udgave 1933, 4. udg. 2007, Fremskridt, 1912, Dagligdagen, 1914 og sammen med Axel Dam og Severin Christensen, Retsmoral i Privatliv og Statsstyre, 1916. Af dem udgør Om social Retfærdighed, Indledning til Kulturens Filosofi og Personlig Kultur et sammenhængende system. der dækker en politisk opfattelse, et kultursyn og et menneskesyn/livsfilosofi.
I 1916 var han sammen med Axel Dam og Severin Christensen med til at stifte Retsdemokratisk Forbund, der blev forløberen for partiet Danmarks Retsforbund, stiftet 1919. Lambek var i nogle år redaktør af medlemsbladet Retsstaten.
Bortset fra Personlig Kultur er Lambeks skrifter fra Horslunde-årene ret svage. I 1923 udkom Livsvurdering og året efter Religion. En vurderingsbetragtning. Da han fra Horslunde kom tilbage til København og helt kunne hellige sig forfattervirksomheden, kom der en del væsentlige skrifter på hans hånd: Retsstat eller Socialisme, 1927,  Menneskeaandens Suverænitet. En Undersøgelse af Objektiviteten inden for Erkendelsesteori og Etik, 1927, Det bestandige i Menneskelivet, 1931 og en svensk bearbejdning heraf, Livsförståelse, 1933, Grundrids af Sjælelivet, 1932, The structure of our apprehension of reality, London, 1933, Government by the principle of Moral Justice, London 1934, Essay on the foundation of cognition, 1935, Growth of the mind in relation to culture, London 1936, Moralens Grundvall och Gränser, Stockholm 1937, Studies in the dynamic coherence of mental life, London 1938,  Four Essays: Time and Reality, Objectivity, Logical Coherence, London 1946, Antagonisms in the Individual, London 1947, An Analysis of volitional Life, London 1947, Problems of morality and moral justice, posthumt ved Johs. Smith, København 1952. Forfatterskabet omfattede således de senere år dels psykologi, dels politisk filosofi, centreret omkring Retsforbundets værdigrundlag.
Den væsentligste bog fra disse år er Det bestandige i Menneskelivet og dens svenske, bearbejdede udgave, Livsförståelse. Den er en nøgle til forståelse af hans psykologi og hans livsfilosofi. Udgangspunktet er fysiologisk, og det bestandige er selvopholdelsesdriften, i nye psykologi, selvhævdelsesmotiv eller præstationsmotiv.
Lambek anførte sjældent kildehenvisninger i sine skrifter, og det er svært at rubricere ham. Det nærmeste er vel at anse ham som påvirket af samtidens ny-vitalisme. Men i modsætning til ny-vitalisterne forklarede han de psykiske processer som udelukkende kemisk-fysiologiske. Dem betragter han som forandringsforløb, vitalitetsændringer kalder han dem, livet er bevægelse og forandringer som led i en selvopholdelsesdrift.
Lambek var ugift og økonomisk uafhængig. Han testamenterede en del af sin formue til en fond, (Lambeks Legat) hvis midler skulle gå til fremme af Retsforbundets tanker. Lambeks Legat eksisterer endnu.

## Forfatterskab
- Digtsamlingen Vide Egne, 1892
- Fire kritiske Studier, 1896 om bl.a. Taines og Brandes´ kritiske metoder.
- Bidrag til Ibsen-kritikken, 1899 (genudgivet i  2010, ePub 2011), hvor han især lagde vægt på hovedpersonernes psykologi.
- Udkast til en sjælelig Bevægelseslære,
- Om psykologiske Beviser, 1909
- Tidsskrift for Aandskultur og Menneskekundskab. (1902 - 1905)
- Verdsligt Aandsliv, 1907,
- Om social Retfærdighed paa Grundlag af Ejendomsret, 1908,
- Indledning til Kulturens Filosofi, 1908,
- Personlig Kultur, 1910, 1914, 3. og helt omarbejdede udgave 1933, 4. udg. 2007, ePub udgave 2014,
- Fremskridt, 1912,
- Dagligdagen, 1914
- Retsmoral i Privatliv og Statsstyre, 1916. (sammen med Axel Dam og Severin Christensen)
- Livsvurdering, 1923
- Religion. En vurderingsbetragtning, 1924
- Retsstat eller Socialisme, 1927,
- Menneskeaandens Suverænitet. En Undersøgelse af Objektiviteten inden for Erkendelsesteori og Etik, 1927,
- Det bestandige i Menneskelivet, 1931 og en svensk bearbejdning heraf, Livsförståelse, 1933,
- Grundrids af Sjælelivet, 1932,
- The structure of our apprehension of reality, London, 1933,
- Government by the principle of Moral Justice, London 1934,
- Essay on the foundation of cognition, 1935,
- Growth of the mind in relation to culture, London 1936,
- Moralens Grundvall och Gränser, Stockholm 1937,
- Studies in the dynamic coherence of mental life, London 1938,
- Four Essays: Time and Reality, Objectivity, Logical Coherence, London 1946,
- Antagonisms in the Individual, London 1947,
- An Analysis of volitional Life, London 1947,
- Problems of morality and moral justice, (posthumt ved Johs. Smith) København 1952